# Modern Combat 5: Blackout
Modern Combat 5: Blackout est un jeu vidéo de tir à la première personne développé par Gameloft Bucarest et édité par Gameloft, sorti en 2014 sur Windows, Nintendo Switch, iOS, Android et Windows Phone. Le personnage principal, controllé par l'utilisateur, est phœnix, un ex-militaire travaillant dans les services de sécurité de Gilman Security. Il y découvrira un complot militaire visant à financer des groupes terroristes (ici l'ALM) qui attaqueront Venise et Tokyo. À l'aide de l'agent "Roux" (une femme), ils vont tenter de pirater le système de sécurité de Gilman Security de l'intérieur à New York, ce qui va être risqué.

## Système de jeu
Modern Combat 5 comporte plusieurs mode de jeux, à savoir Campagne et Multijoueur. 
Le mode Campagne
Il va amener le joueur à combattre dans plusieurs endroits partout dans le monde, à savoir:
- Venise (Italie)
- Un temple Rinnoji (Japon)
- Un centre-ville (ville non spécifiée)
- Un quartier de Venise appelé San Marco (Italie)
- Un quartier de Tokyo appelé Ryogoku (Japon)
- Un quartier-général d'une entreprise de sécurité (Gilman)
Le mode Multijoueur
Il va permettre aux joueurs de s'affronter dans différents mode de jeux. Le joueur va être amené à choisir dans quel mode de jeu il souhaite jouer. Ces mode de jeux sont les suivants:
- Mêlée générale
- Combat en équipe
- Capture du drapeau
- Contrôle de zone
- VIP
- Ruée
- Cargaison
- Duel (soit 1 contre 1 soit 2 contre 2)
- Battle Royale
Dans ce mode multijoueur, plusieurs maps de jeu sont disponibles
- Rues
- Toits
- Chantier
- Canaux (à Venise)
- Ruée
- Musée
- Avantage
- Conversion
- Heures supp'
- Confrontation (uniquement en Duel)
- Site abandonné (uniquement en Duel)
- Battle Royale (uniquement en Battle Royale)

## Accueil
- Pocket Gamer France : 9/10[1]
- TouchArcade : 4/5 (solo)[2] - 4,5/5 (multi)[3]